# Ambient trance
Ambient trance er en undergenre af trance. Det er en blanding af normal trance og ambiente lyde. Genren opstod i midten af 1990'erne. Genren bliver tit kendetegnet som en rolig genre, som man kan slappe af til. Den indeholder ikke den hårde bass fra normal trance.
En af de mest kendte DJ's er tyske ATB.
| Musik | Spire Denne musikartikel er en spire som bør udbygges. Du er velkommen til at hjælpe Wikipedia ved at udvide den. |